# Juntos por el Perú
Juntos por el Perú (JP) es un partido político peruano, situado entre la izquierda y centroizquierda del espectro. Fue fundado en 2017, inicialmente como frente político, a partir del registro legal del Partido Humanista Peruano, liderado por Yehude Simon. Desde 2022 cuenta con una identidad partidaria propia.

## Historia
Fue fundado en mayo del 2017 por el Partido Humanista Peruano, junto a los partidos Fuerza Social (luego Fuerza Ciudadana), el PCP-Patria Roja, el Partido Comunista Peruano, entre otras organizaciones de izquierda. El Partido Humanista, el único con inscripción electoral, cedió esta a la coalición y aglutino a la militancia de las agrupaciones participantes.
En febrero de 2018, Juntos por el Perú sella su alianza con el movimiento Nuevo Perú en miras al 2021. Con el cierre del congreso en septiembre del mismo año y la convocatoria de elecciones congresales extraordinarias, Nuevo Perú y Juntos por el Perú dicen participar del proceso electoral. No obstante, la coalición no obtuvo el 5% de votos válidos requeridos para obtener representación parlamentaria.
Para las elecciones generales del 2021, la coalición Juntos por el Perú postula a Verónika Mendoza de Nuevo Perú a la presidencia de la República. En dichos comicios, el Partido Humanista respaldó públicamente la candidatura de Pedro Castillo. JP obtuvo el sexto lugar en las presidenciales y obtuvo 5 de 130 escaños al Congreso. Para el balotaje, JP respaldó a Pedro Castillo. El presidente de JP, Roberto Sánchez, fue ministro suyo durante todo su gobierno.
En septiembre de 2021, Verónika Mendoza renunció a Juntos por el Perú (inscrito como partido político) ante el Registro de Organizaciones Políticas. El Partido Humanista optó por oficializar su retiro de Juntos por el Perú en diciembre del mismo año. Lo mismo hizo Patria Roja en esas fechas.
Juntos por el Perú sigue inscrito como partido político. El único congresista de la República inscrito en JP es Roberto Sánchez. En las elecciones subnacionales del 2023, JP ganó las alcaldías provinciales de Chiclayo, Santa, La Convención y Calca. El 9 de junio de 2024, el candidato presidencial al 2026 Antauro Humala (A.N.T.A.U.R.O.) anunció una alianza electoral con Juntos por el Perú, confirmada por Roberto Sánchez.

## Estructura
En su momento fundacional la agrupación acordó dotarse de un programa de gobierno compartido y conformar, según las normas electorales vigentes, un partido político democrático, sin renunciar cada uno a su identidad. También aprobaron definir sus principios y valores comunes, así como las tesis programáticas y las orientaciones estratégicas del proyecto común de gobierno.

## Ideología y posiciones
Juntos por Perú agrupa a partidos de izquierda y de extrema izquierda que consideran que el neoliberalismo resultó en pobreza y desigualdad en el Perú. En general, Juntos por Perú se inclina hacia el socialismo democrático según EFE. Describen sus principios como velar por la igualdad y equidad de todos los peruanos, abogando por una sociedad multicultural, respetando la naturaleza a través de la sostenibilidad y mejorando la tolerancia entre los grupos sociales. La coalición promueve la descentralización del gobierno nacional y busca que los gobiernos regionales tengan más autoridad para aumentar la representación ciudadana. Su símbolo tiene letras rojas que representan el color nacional del Perú y el color de los partidos de izquierda, mientras que el verde representa la naturaleza y la vida.
Algunos de los miembros del partido consideran que en Venezuela «no esta regida una dictadura» y han llegado a simpatizar con el chavismo y el gobierno bolivariano. Sin embargo, en particular Verónika Mendoza, lideresa de Nuevo Perú, ha expresado: «Sí, puedo decir que Venezuela es una dictadura. Aunque reconozco que en Nuevo Perú hay diferentes matices». Asimismo, Mendoza ha declarado que «nuestra solidaridad no es con Maduro, sino con los venezolanos».

## Participación electoral

### Elecciones regionales y municipales de 2018
El partido participa por primera vez en las elecciones regionales y municipales del 2018, donde obtuvo 10 alcaldías distritales, sin embargo, no obtuvo ninguna alcaldía provincial y gobierno regional electo.
Alcaldes Distritales electos por Juntos por el Perú
| Región     | Provincia  | Distrito              | Alcalde                   |
| ---------- | ---------- | --------------------- | ------------------------- |
| Áncash     | Corongo    | Bambas                | Eliana Soto Paz           |
| Áncash     | Corongo    | La Pampa              | Roman Paredes Milla       |
| Áncash     | Corongo    | Yánac                 | Manuel Mateo Barrionuevo  |
| Áncash     | Huaraz     | Jangas                | Gilmer Mendoza Caushi     |
| Apurímac   | Antabamba  | Juan Espinoza Medrano | Marcos Oscco Anamaria     |
| Apurímac   | Antabamba  | Sabaino               | Ronald Mendoza Guillen    |
| Apurímac   | Cotabambas | Haquira               | Gonzalo Velásquez Collque |
| Lambayeque | Chiclayo   | Picsi                 | Carlos Sánchez Medina     |
| Lambayeque | Lambayeque | Chóchope              | Regina Severino Castro    |
| Lambayeque | Lambayeque | San José              | Agustín Sánchez Cobeñas   |

A nivel de Lima se presentó Gustavo Guerra García como candidato a la alcaldía de Lima, quedando en decimosexto lugar con el 0,75% de votos.

### Elecciones parlamentarias del 2020
En las elecciones el partido obtuvo el 4,8% del voto popular pero ningún escaño en el Congreso de la República. Si bien las primeras proyecciones le dieron a la coalición aproximadamente un 5.0% dentro del margen de error, el partido no logró superar el umbral electoral para lograr la representación.

### Elecciones presidenciales del 2021
Para las elecciones generales de Perú de 2021, la coalición eligió a Verónika Mendoza, de Nuevo Perú, para postularse en las elecciones presidenciales. Para el Congreso, la coalición presentó 130 candidatos a congresistas, incluyendo al presidente del partido, Roberto Sánchez.
| Candidatos       | Candidatos          | Candidatos          |
| Presidencia      | 1.º Vicepresidencia | 2.º Vicepresidencia |
| ---------------- | ------------------- | ------------------- |
| Verónika Mendoza | José De Echave      | Luzmila Ayay        |

Actualmente cuenta con cinco congresistas electos por elecciones para el periodo 2021-2026, entre los que se encuentran el psicólogo Roberto Sánchez, la periodista Sigrid Bazán, la abogada Ruth Luque, el sociólogo Edgard Raymundo y la sindicalista Isabel Cortez. 
| Región | Nombre                   | Número de Votos |
| ------ | ------------------------ | --------------- |
| Cusco  | Ruth Luque Ibarra        | 12,049          |
| Junín  | Edgard Reymundo Mercado  | 7,912           |
| Lima   | Sigrid Bazán Narro       | 44,362          |
| Lima   | Isabel Cortez Aguirre    | 34,889          |
| Lima   | Roberto Sánchez Palomino | 29,827          |

En marzo de 2023 se unieron los congresistas de la bancada Perú Democrático: Guillermo Bermejo, Hamlet Echevarría, Roberto Kamiche y Nieves Limachi, esto debido a que se quedarían sin bancada al no alcanzar el número mínimo de integrantes tras aprobarse la suspensión de la ex-premier Betssy Chávez en el ejercicio de sus funciones parlamentarias y el 8 de junio de 2023 se unió a la bancada la congresista del Partido Morado Susel Paredes.

### Elecciones regionales y municipales de 2022
Al obtener escaños en el congreso en las elecciones parlamentarias del 2021, el partido participa en las elecciones regionales y municipales del 2022, obteniendo por primera vez 4 alcaldías provinciales electas, siendo las provincias de Santa en Áncash, Calca y La Convención en Cuzco y Chiclayo en Lambayeque; a su vez obtiene 38 alcaldías distritales, sin embargo, no obtuvo ningún gobierno regional electo. 
Alcaldes Provinciales electos por JP
| Región     | Provincia     | Alcalde               |
| ---------- | ------------- | --------------------- |
| Ancash     | Santa         | Luis Gamarra Alor     |
| Cuzco      | Calca         | Edward Dueñas Becerra |
| Cuzco      | La Convención | Álex Curi León        |
| Lambayeque | Chiclayo      | Janet Cubas Carranza  |

A nivel de Lima, se presentó el hijo del escritor Ciro Alegría, Gonzalo Alegría como candidato a la alcaldía de Lima, quedando en sexto lugar con el 6,38% de votos, a su vez obtiene 1 autoridad electa en el distrito de Lurigancho-Chosica.

## Comité Ejecutivo Nacional
| CARGO                                                            | NOMBRES Y APELLIDOS               |
| ---------------------------------------------------------------- | --------------------------------- |
| Presidencia                                                      | Roberto Helbert Sánchez Palomino  |
| Secretaría General Nacional                                      | Ernesto Alonso Zunini Yerren      |
| Secretaría Nacional de Organización y Planeamiento               | Nelly Esther Avendaño Roca        |
| Secretaría Nacional de Ideología, Doctrina y Formación Política  | Wilfredo Verano Saravia           |
| Secretaría Nacional de Economía                                  | Luzmila Yalu Ayay Casas           |
| Secretaría Nacional de Frente Único y Asuntos Electorales        | Walter Amilcar Flores Choco       |
| Secretaría Nacional de Plan de Gobierno y Comandos Profesionales | Giannina Iris Avendaño Vilca      |
| Secretaría Nacional de Descentralización y Reforma del Estado    | Branly Alberto Morales Rosas      |
| Secretaría Nacional de Ética y Lucha contra la Corrupción        | Elvi Vanessa Chihuanhuaylla Aroni |
| Secretaría Nacional de Redes Sociales y Medios Informáticos      | Jessica Roxana Guevara Ramírez    |
| Secretaría Nacional de Juventudes y Comandos Universitarios      | Tatiana Soledad Flores Yauri      |
| Secretaría Nacional de Comunicación y Prensa                     | Matusael Zambrano Sandoval        |
| Secretaría Nacional de Desarrollo Humano y Social                | Marissa Lisset Ponce Godiño       |
| Secretaría Nacional de Relaciones Internacionales                | Diógenes Zenón Alvarado Collens   |
| Secretaría Nacional de la Mujer y Poblaciones Vulnerables        | Ada Margarita Franco Nestares     |
| Secretaría Nacional de Asuntos Sindicales y Gremiales            | Janet Patricia Marín Rivera       |
| Secretaría Nacional de Mypes, Pymes y Emprendedores              | Keyla Denis Ponce Loloy           |
| Secretaría Nacional de Movilizaciones Social                     | Remigio Condori Flores            |
| Vocalía Política                                                 | Saúl Andrés Armacanqui Morales    |
| Vocalía Orgánica                                                 | Paúl Percy Fernández Bravo        |

Se destaca por haber tenido entre sus filas al ex-Ministro de Salud Óscar Ugarte.

## Miembros de Juntos por el Perú

### Partidos miembros actuales
| Partido | Partido            | Ideología principal | Líder                    |
| ------- | ------------------ | ------------------- | ------------------------ |
|         | Juntos por el Perú | Socialdemocracia    | Roberto Sánchez Palomino |
|         | A.N.T.A.U.R.O.     | Etnocacerismo       | Antauro Humala           |

### Antiguos partidos miembros
| Partido | Partido                                  | Ideología principal | Líder            |
| ------- | ---------------------------------------- | ------------------- | ---------------- |
|         | Partido Humanista Peruano                | Humanismo           | Yehude Simon     |
|         | Fuerza Ciudadana                         | Socialdemocracia    | Salomón Lerner   |
|         | Movimiento por el Socialismo             | Socialismo          | Hugo Rodríguez   |
|         | Partido Comunista Peruano                | Comunismo           | Luis Villanueva  |
|         | Partido Comunista del Perú - Patria Roja | Comunismo           | Alberto Moreno   |
|         | Nuevo Perú                               | Socialdemocracia    | Verónika Mendoza |

## Representación en el Congreso de la República

### Bancada parlamentaria
Actualmente la Bancada de Juntos por el Perú está conformada por 8 congresistas, siendo denominada como Juntos por el Perú - Voces del Pueblo: 
| Circunscripción | Nombre                      | Condición |
| --------------- | --------------------------- | --------- |
| Áncash          | Elías Varas Meléndez        | Invitado  |
| Cajamarca       | Hamlet Echeverría Rodríguez | Invitado  |
| Lima            | Roberto Sánchez Palomino    | Militante |
| Lima            | Guillermo Bermejo           | Invitado  |
| Moquegua        | Victor Cutipa Ccama         | Invitado  |
| Moquegua        | Jorge Coayla Juárez         | Invitado  |
| Tacna           | Nieves Limachi              | Invitado  |
| Puno            | Wilson Quispe Mamani        | Invitado  |

## Resultados electorales

### Elecciones presidenciales
|  | 7.86 % |

|  | 0.00 % |

### Elecciones parlamentarias
|  | 4.80 % |

|  | 6.59 % |

### Elecciones al Parlamento Andino
| Año  | Votos   | %               | Escaños | Posición | Notas |
| ---- | ------- | --------------- | ------- | -------- | ----- |
| 2021 | 737 889 | \| \| 6.98 % \| | 0/5     | 7.º      |       |
|      | 6.98 %  |                 |         |          |       |

### Elecciones regionales y municipales
| Año  | Gobiernos Regionales | Alcaldías Provinciales | Alcaldías Distritales |
| Año  | Representantes       | Representantes         | Representantes        |
| ---- | -------------------- | ---------------------- | --------------------- |
| 2018 | 0/25                 | 0/196                  | 10/1874               |
| 2022 | 0/25                 | 4/196                  | 38/1874               |